# No Way Out 2007
No Way Out 2007 was een professioneel worstel-pay-per-view (PPV) evenement dat geproduceerd werd door de World Wrestling Entertainment (WWE). Dit evenement was de achtste editie van No Way Out en vond plaats in de Staples Center in Los Angeles op 18 februari 2007.
De belangrijkste wedstrijd was een tag team match tussen John Cena & Shawn Michaels tegen Batista & The Undertaker. John Cena & Shawn Michaels wonnen de match.

## Matchen
| Nr.                                                                          | Match | Winnaar(s)                       |
| ---------------------------------------------------------------------------- | --- | -------------------------------- |
| -                                                                            | Shelton Benjamin vs. Rob Van Dam in een een-op-een match | Rob Van Dam                      |
| 1                                                                            | Chris Benoit & The Hardys vs. Montel Vontavious Porter & MNM in een tag team match | Chris Benoit & The Hardys        |
| 2                                                                            | Gregory Helms (c) vs. Chavo Guerrero vs. Scotty 2 Hotty vs. Daivari vs. Funaki vs. Shannon Moore vs. Jimmy Wang Yang vs. Jamie Noble in een Cruiserweight Open match voor het WWE Cruiserweight Championship | Chavo Guerrero (nc)              |
| 3                                                                            | The Boogeyman & Little Boogeyman vs. Finlay & Little Bastard in een mixed tag team match | Finlay & Little Bastard          |
| 4                                                                            | Kane vs. King Booker (met Queen Sharmell) in een een-op-een match | Kane                             |
| 5                                                                            | Paul London en Brian Kendrick (c) vs. Deuce 'n Domino (met Cherry) in een tag team match voor het WWE Tag Team Championship                                                                                  | Paul London & Brian Kendrick (c) |
| 6                                                                            | Bobby Lashley (c) vs. Mr. Kennedy in een een-op-een match voor het ECW World Championship | Mr. Kennedy (nc)                 |
| 7                                                                            | Batista & The Undertaker vs. John Cena & Shawn Michaels in een tag team match | John Cena & Shawn Michaels       |
| (c) huidige kampioen voor en na de match \| (nc) nieuwe kampioen na de match | |                                  |